# Yamaha CS-80
De Yamaha CS-80 is een synthesizer, die door Yamaha van 1976 tot 1980 werd gemaakt. De CS-80 is een analoge 8-stemmige polyfone synthesizer, met primitieve geheugenplaatsen voor klanken, een 2-laags klavier met zowel aanslaggevoeligheid als polyfone aftertouch, en een ribbon controller voor pitch bend en glissando.
De productie van het instrument stopte in 1980. De CS-80 werd omschreven als een vooraanstaande polyfone analoge synthesizer van zijn tijd.

## Gebruik
Een selectie van artiesten die deze synthesizer hebben gebruikt:
- 10cc
- Brian Eno
- Coldplay (op X&Y)
- Daft Punk
- David Bowie
- Electric Light Orchestra (op Discovery)
- Empire of the Sun
- James Newton Howard
- Jean-Michel Jarre
- Kate Bush
- Michael Jackson (op Thriller)
- Röyksopp
- Klaus Schulze
- Paul McCartney
- Peter Gabriel
- Stevie Wonder
- Tori Amos
- Toto
- Ultravox
- Vangelis (vanaf Spiral)
- Yellow Magic Orchestra